# Kurt Schmidt
Kurt Schmidt (Francoforte sul Meno, 9 aprile 1891 – Aalsmeer, 3 marzo 1945) è stato un generale tedesco durante la Seconda guerra mondiale.

## Biografia

### Prima guerra mondiale
Kurt Schmidt nacque a Francoforte sul Meno, il 9 aprile 1891 ed era figlio dell'ufficiale postale segreto Wilhelm Schmidt. Dopo l'addestramento da cadetto, si unì all'esercito reale prussiano come guardiamarina il 3 marzo 1910 al 4. Rheinisches Infanterie-Regiment "Graf Werder" Nr. 30. Dopo aver frequentato la scuola militare il 20 marzo 1911, fu promosso tenente, sempre sotto lo stesso reggimento. Nella primavera del 1914 passò all'11a compagnia dello stesso reggimento a Saarlouis. Durante la Prima Guerra Mondiale fu inizialmente impiegato come capo plotone e dal 1915 fu impiegato come comandante di compagnia nel Reserve-Jäger-Bataillon Nr. 18. Nel 1917 fu ferito e dopo la guarigione, nel 1918 fu assegnato alla fabbrica di fucili di Danzica. Il 20 giugno 1918 fu promosso capitano ed il 22 ottobre 1918 sposò Dagmar Wendling e dal dicembre 1918 fu spostato nel Danziger Infanterie-Regiment Nr. 128. Durante il corso della prima guerra mondiale non solo fu ferito più volte, ma ottenne anche entrambe le Croci di Ferro, ed altri premi.

### Periodo interbellico
Dopo la guerra, nel 1919 fu assegnato ai Freikorps Landesjäger ed il 1° ottobre 1919 fu accettato nell'Reichswehr, al Reichswehr-Infanterie-Regiment 32. Nello stesso anno nacque a Francoforte sul Meno il figlio maggiore Günter Werner. Quando fu formato l'esercito di 100.000 uomini del Reichswehr, fu trasferito al 17. Infanterie-Regiment ed inizialmente fu assegnato allo staff del 2° battaglione (prussiano) a Gottinga; il 1° aprile 1921 fu nominato membro del III. Battaglione (prussiano) (Jäger), sempre nello stesso reggimento a Goslar. Il 1° ottobre 1922 fu nominato capo della 14a compagnia dello stesso reggimento a Celle ed il 1º ottobre 1924 fu nominato capo dell'8a compagnia, sempre dello stesso reggimento a Gottinga. Il 1 luglio 1929, fu trasferito allo stato maggiore della 5. Division der Reichswehr a Stoccarda, dove fu promosso maggiore il 1° aprile 1931. Il 1° ottobre 1932 fu trasferito al centro di assistenza militare di Gießen ed il 1° luglio 1934 fu nominato comandante di battaglione nel 15. Infanterie-Regiment e fu promosso tenente colonnello. Quando il Reichswehr si espanse nella Wehrmacht, il 1° ottobre 1934 fu nominato comandante del 2° battaglione dell'Infanterie-Regiment Gießen ed il 15 ottobre 1935 fu nominato comandante del 2° battaglione dell'Infanterie-Regiment 36. Il 6 ottobre 1936, fu nominato comandante del 2° battaglione dell'Infanterie-Regiment 105 a Treviri. Il 1° marzo 1937 fu promosso colonnello ed il 12 ottobre fu nominato comandante dell'Infanterie-Regiment 74 ad Hameln, mantenendo questo comando anche dopo la mobilitazione per la seconda guerra mondiale nell'estate del 1939.

### Seconda guerra mondiale
All'inizio della guerra guidò il suo reggimento nella campagna di Polonia come parte della 19. Infanterie-Division. Consegnò il comando del reggimento al colonnello Gustav Schmidt ed il 1° aprile 1940 fu nominato comandante del Infanterie-Regiment 216, guidandolo durante la campagna di Francia, fino a metà ottobre 1940, quando fu nominato comandante dell'Infanterie-Regiment 579. Il 15 novembre 1940 fu nominato comandante del Lussemburgo e come tale, fu promosso Generalmajor il 1º febbraio 1941. Il 4 settembre 1941 fu nominato comandante della 702. Infanterie-Division, in Norvegia come successore di Herbert Lemke e come tale, fu promosso Generalleutnant il 1º ottobre 1942. Il 1° settembre 1943 cedette il comando della divisione e venne mandato in riserva; il 15 marzo 1944 fu nominato comandante della Division Nr. 526, con la quale fu poi schierata nella zona di Aquisgrana, nel Reno-Palatinato e nei Paesi Bassi. Nel settembre 1944, quando la sua divisione fu riorganizzata, divenne comandante della 526. Reserve-Division. Nell'autunno del 1944 lo stato maggiore della divisione fu impiegato nella 5. Panzerarmee. Dalla fine di dicembre 1944 lo stato maggiore fu assegnato alla 1. Armee. Il 3 marzo 1945 morì vicino ad Aalsmeer in Olanda; inizialmente fu sepolto ad Amsterdam, ma successivamente fu seppellito nel cimitero militare tedesco di Ysselsteyn.